# Pauline Soullard
Pour les articles homonymes, voir Soullard.
Pauline Soullard est une joueuse française de volley-ball née le 24 avril 1985 à Cholet (Maine-et-Loire). Elle mesure 1,82 m et joue centrale. Elle totalise 45 sélections en équipe de France.

## Clubs
| Club                    | Pays   | De        | À         |
| ----------------------- | ------ | --------- | --------- |
| AS Landaise Vendée      | France | 1999-2000 | 2000-2001 |
| INSEP                   | France | 2001-2002 | 2002-2003 |
| VBC Riom                | France | 2003-2004 | 2005-2006 |
| Melun-La Rochette       | France | 2006-2007 | 2008-2009 |
| Stade Français St Cloud | France | 2009-2010 | 2009-2010 |
| Gazélec Béziers         | France | 2010-2011 | 2012-2013 |
| Istres OPVB             | France | 2013-2014 | ...       |

## Palmarès
- Championnat de France 
  - Finaliste : 2013
- Coupe de France
  - Finaliste : 2003, 2007
- Championnat de France N2
  - Champion  :  2015